# Air Master
Air Master (エアマスター, Ea Masutā) est un manga de Yokusaru Shibata qui a été adapté en série d'animation par Daisuke Nishio.

## Synopsis
Maki Aikawa est une lycéenne comme les autres. Seulement, hors du lycée, elle est aussi l'une des plus grandes combattantes des rues. Jeune fille très solitaire, elle deviendra pourtant l'amie d'un petit groupe de lycéennes qu'elle aura auparavant sauvées d'une agression. Suivie de Renge, Mina et les autres, elle participera alors à différents combats pour améliorer ses talents de combattante.

## Épisodes
1. Vole! Air Master
2. Get Over ! Sakaiyama Kaori
3. Challenge ! Tokita Shinno
4. Sharpen ! Chukimoto Reichi
5. Chante Sakamoto Juliet
6. Ride It ! Maki
7. Ne me le fait pas répéter deux fois !
8. Spread Waves ! Nakanotani Mina
9. En avant ! Alliance noire de la justice et de la sincérité
10. Flamme ! Kitaeda Kinjiro
11. Gravé en ton sein ! Maki vs Kinjiro
12. Affichez votre vraie nature, Famiwrestlers !
13. Brille, Sky Star !
14. Soyez percutantes, Kai & Maki !
15. Envahis le monde, ma Reine !
16. Au combat, Fumakichi Ranking !
17. Maki chan retrouvée
18. Costume play! Komada Shige
19. Endure! Ogata path
20. Collide! Kai et Kinjirou
21. Make talk! It is deep the road (the younger brother)
22. Launch! Run car of flame
23. Minaguchi Yuki! The Ripper
24. Burning! Meat
25. Break! Konishi versus Julieta
26. Feel it! The Struggling Wind
27. Fly! Aikawa Maki

## Musique
L'opening, Retsu no matataki, est interprété par Japaharinet, tandis que l'ending, ROLLING 1000 tOON, est interprété par Maximum the Hormone.